# 사람향기 폴폴
《사람향기 폴폴》은 대한민국의 MBC에서 오전 시간대의 텔레비전 교양 · 예능 · 토크 쇼 프로그램이다.

## 기획 의도
하루를 여는 기분좋은 토크 쇼 형식으로 종종 사연을 숨긴 스타들을 진솔한 이야기로 따로 다루었다.

## 방송 시간
| 방송 채널 | 방송 기간                           | 방송 시간                                      | 방송 분량  |
| --------- | ----------------------------------- | ---------------------------------------------- | ---------- |
| MBC TV    | 2004년 11월 15일                    | 월요일 아침 9시 45분 ~ 10시 45분               | 1시간      |
| MBC TV    | 2004년 11월 16일 ~ 2004년 11월 19일 | 화요일 ~ 금요일 아침 9시 30분 ~ 10시 30분      | 1시간      |
| MBC TV    | 2004년 11월 22일                    | 월요일 아침 9시 45분 ~ 10시 45분               | 1시간      |
| MBC TV    | 2004년 11월 23일 ~ 2004년 11월 26일 | 화요일 ~ 금요일 아침 9시 30분 ~ 10시 30분      | 1시간      |
| MBC TV    | 2004년 11월 29일 ~ 2004년 12월 1일  | 월요일 ~ 수요일 아침 9시 30분 ~ 10시 30분      | 1시간      |
| MBC TV    | 2004년 12월 3일                     | 금요일 아침 9시 30분 ~ 10시 30분               | 1시간      |
| MBC TV    | 2004년 12월 6일 ~ 2005년 1월 7일    | 매주 월요일 ~ 금요일 아침 9시 30분 ~ 10시 30분 | 1시간      |
| MBC TV    | 2005년 1월 10일 ~ 2005년 1월 12일   | 월요일 ~ 수요일 아침 9시 30분 ~ 10시 30분      | 1시간      |
| MBC TV    | 2005년 1월 14일                     | 금요일 아침 9시 30분 ~ 10시 30분               | 1시간      |
| MBC TV    | 2005년 1월 17일 ~ 2005년 1월 21일   | 매주 월요일 ~ 금요일 아침 9시 30분 ~ 10시 30분 | 1시간      |
| MBC TV    | 2005년 1월 24일 ~ 2005년 1월 27일   | 월요일 ~ 목요일 아침 9시 45분 ~ 10시 50분      | 1시간 5분  |
| MBC TV    | 2005년 1월 31일 ~ 2005년 2월 4일    | 매주 월요일 ~ 금요일 아침 9시 45분 ~ 10시 50분 | 1시간 5분  |
| MBC TV    | 2005년 2월 7일                      | 월요일 아침 9시 45분 ~ 11시                    | 1시간 15분 |
| MBC TV    | 2005년 2월 14일 ~ 2005년 2월 18일   | 매주 월요일 ~ 금요일 아침 9시 45분 ~ 10시 50분 | 1시간 5분  |
| MBC TV    | 2005년 2월 21일 ~ 2005년 2월 24일   | 월요일 ~ 목요일 아침 9시 45분 ~ 10시 50분      | 1시간 5분  |
| MBC TV    | 2005년 2월 28일                     | 월요일 아침 9시 45분 ~ 10시 50분               | 1시간 5분  |
| MBC TV    | 2005년 3월 2일 ~ 2005년 3월 4일     | 수요일 ~ 금요일 아침 9시 45분 ~ 10시 50분      | 1시간 5분  |
| MBC TV    | 2005년 3월 7일 ~ 2005년 4월 22일    | 매주 월요일 ~ 금요일 아침 9시 45분 ~ 10시 50분 | 1시간 5분  |

## MC
- 이상벽, 최은경